# 最高裁機構改革法案
最高裁機構改革法案（さいこうさいきこうかいかくほうあん）とは、日本の法案。

## 概要
1950年代に最高裁判所に対する上告事件が急増し、裁判の遅れが問題化した。日弁連が最高裁機構改革案を発表し、政府も法制審議会に改革の必要の有無を諮問した。最高裁裁判官も裁判官会議で討論を重ねた結果、1954年10月に最高裁機構改革案をまとめた。
内閣の法制審議会も1956年10月に「改革の必要あり」と答申を送り、1957年3月に内閣から裁判所法改正案として参議院に提出された。
骨子は以下の通り。
- 最高裁判所は、憲法違反、判例変更等の重要事件のみを取り扱うこととし、最高裁判所は最高裁判所長官及び最高裁判所判事8人の計9人の最高裁判所裁判官で構成し、全裁判官の合議体で審理、裁判をする。
- 別に最高裁判所小法廷を設け、最高裁判所首席判事6人及び最高裁判所小法廷判事24人で構成する最高裁判所小法廷を最高裁判所に付属して置き、最高裁判所小法廷は3人以上5人以下の裁判官の合議体で審理、裁判をする。
- 事件審判については、最高裁判所小法廷は、原則として上告その他につき最高裁判所と同一の裁判権を有し、事件はまず小法廷で審理することとし、憲法問題について判断をする場合及び従来の判例を変更する場合等には事件を最高裁判所に移させることとする。最高裁判所は原則として小法廷から移されたこれらの重要事件について審判する。最高裁判所小法廷の裁判では憲法違反を理由とするときに限定して特に最高裁判所に異議の申し立てをすることができる。
- 最高裁判所長官及び最高裁判所判事は内閣がその指名または任命を行うについては裁判官、検察官、弁護士及び学識経験者で組織する裁判官任命諮問審議会に諮問する。
- 最高裁判所小法廷裁判官の任命方法や任命資格等は高等裁判所長官等と同様だが、最高裁判所小法廷首席判事は天皇が任免を認証する認証官とする。

法案審議中に田中耕太郎最高裁判所長官が国会に出席し、「機構改革の必要性を痛感している」「憲法上最高裁に要求されている大法廷の審理には15人の裁判官は多すぎる。政府案の様に大法廷裁判官を9人に減らし、小法廷裁判官を30人に増やすのは合理的」と述べたしかし、具体的な審議が進まないうちに廃案となり、1960年に就任した横田喜三郎最高裁判所長官が事件処理を促進したことで最高裁機構改革問題は下火になった。